# ハノイ・メトロ2A号線
ハノイ・メトロ2A号線（ベトナム語: Tuyến số 2A）は、ベトナム社会主義共和国の首都ハノイ市ドンダー区のカットリン駅からハドン区イエンギア駅までを結ぶハノイ・メトロの路線である。

## 沿革
- 2011年10月10日 - 着工。
- 2019年の開業予定であったが[1]、2020年2月の試運転も延期された。[2]
- 2021年11月6日 - 開業[3]

## 使用車両
- B車 4両編成

中国の北京地鉄車輛廠により、13編成（52両）が製造された。
導入に先立ち、2015年10月15日から11月29日まで、ハノイ市のサンボー見本市センターにて車両モデルが展示され、市民にデザインや内外装に関する意見を募った。
その後、意見をもとにデザインの修正が行われ、2017年2月、最初の車両が納入された。

## 運行形態
5時30分から22時30分にかけて運行され、カットリン駅からイェンギア駅までの所要時間は約25分。
開業から6か月間は10分間隔、それ以降はラッシュ時は6分間隔、通常時は10分間隔での運行となる。

## 乗車券
乗車券はICカード状のもので、駅の窓口、もしくは券売機で購入する。
運賃は8,000VND～15,000VND。普通乗車券のほか、一日乗車券、通勤、通学、団体用の1か月定期券が販売されている。
6歳未満の小児、60歳以上の高齢者、障害者、革命功労者、貧困世帯には無料チケットが発行される。

## 駅一覧
| 駅名             | 駅名         | 駅間キロ (km) | 累計キロ (km) | 接続路線                         | 所在地   | 所在地         |
| 日本語           | ベトナム語   | 駅間キロ (km) | 累計キロ (km) | 接続路線                         | 所在地   | 所在地         |
| ---------------- | ------------ | ------------- | ------------- | -------------------------------- | -------- | -------------- |
| カットリン駅     | Cát Linh     | 0.0           | 0.0           | ハノイ・メトロ：■3号線（建設中） | ハノイ市 | ドンダー区     |
| ラタイン駅       | La Thành     | 0.9           | 0.9           |                                  | ハノイ市 | ドンダー区     |
| タイハ駅         | Thái Hà      | 1.8           | 1.8           |                                  | ハノイ市 | ドンダー区     |
| ラン駅           | Láng         | 1.0           | 2.8           |                                  | ハノイ市 | ドンダー区     |
| トゥオンディン駅 | Thượng Đình  | 1.2           | 4.0           |                                  | ハノイ市 | タインスアン区 |
| 第3環状線駅      | Vành đai 3   | 1.0           | 5.0           |                                  | ハノイ市 | タインスアン区 |
| フンコアン駅     | Phùng Khoang | 1.4           | 6.4           |                                  | ハノイ市 | ハドン区       |
| ヴァンクアン駅   | Văn Quán     | 1.1           | 7.5           |                                  | ハノイ市 | ハドン区       |
| ハドン駅         | Hà Đông      | 1.3           | 8.8           |                                  | ハノイ市 | ハドン区       |
| ラケー駅         | La Khê       | 1.1           | 9.9           | ハノイBRT：1号線                 | ハノイ市 | ハドン区       |
| ヴァンケー駅     | Văn Khê      | 1.4           | 11.3          | ハノイBRT：1号線                 | ハノイ市 | ハドン区       |
| イエンギア駅     | Yên Nghĩa    | 1.0           | 12.3          | ハノイBRT：1号線                 | ハノイ市 | ハドン区       |

## 今後の計画
各駅へホームへホームドアが設置される予定であり、2022年末までに設置が完了する見通し。
また、現在の終点であるイェンギア駅から、約20km西方のチュオンミー県スアンマイ市鎮への延伸計画がある。
路線は国道6号線に沿って建設され、スアンマイ市鎮に車庫が設けられる予定である。